# (1681) Steinmetz
(1681) Steinmetz – planetoida z pasa głównego asteroid okrążająca Słońce w ciągu 4 lat i 156 dni w średniej odległości 2,7 au. Została odkryta 23 listopada 1948 roku w Observatoire de Nice w Nicei przez Margueritte Laugier. Nazwa planetoidy pochodzi od Juliusa Steinmetza (1893–1965), niemieckiego pastora, który obliczył jej orbitę. Została zaproponowana przez O. Kippesa. Przed jej nadaniem planetoida nosiła oznaczenie tymczasowe (1681) 1948 WE.